# Simon Bjurbeck
Simon Bjurbeck, född 1643 i Stora Tuna socken, död 6 juli 1697 i Ljusnarsbergs socken, var en svensk skolman,  präst och översättare. Han får inte förväxlas med orgelbyggaren Samuel Bjurbeck 

## Biografi
Simon Martini Bjurbeck föddes 1643 på Hyttinge i Stora Tuna socken. Han var son till bonden Mårten Simonsson. Bjurbeck gick i Tuna skola, Västerås skola 1651, uppflyttad till gymnasiet 1661. Han blev 1668 student vid Uppsala universitet där han var musikstipendiat 1671-1672 under rector cantus Carolus Petri Wallinus. Han blev 1673 kollega vid Västerås skola och assisterade bland annat rector  cantus med undervisning på flöjt och skalmeja. Bjurbeck prästvigdes 30 september 1674 och blev samma år apologist. Han blev rektor vid skolan i Avesta 1675 samt komminister i Avesta församling, Grytnäs pastorat. Bjurbeck blev 1687 kyrkoherde i Ljusnarsbergs församling, Ljusnarsbergs pastorat. Han var repondens vid prästmötet 1694. Bjurbeck avled 6 juli 1697 i Ljusnarsbergs socken och begravdes 19 september samma år med likpredikan av biskop Carolus Carlsson.
Sjögren har  avfärdat  uppgiften hos Hülphers att Simon Bjurbeck skulle ha byggt en orgel i  Ljusnarsberg.

### Familj Ljusnarsberg
Bjurbeck gifte sig 4 juli 1676 med Catharina Arendz (1658–1707). Hon var dotter till bokhållaren P. Arendz i Säters socken. De fick tillsammans barnen Henrik och Catharina.

## Orgelverk
| År   | Ursprunglig kyrka   | Stift    | Bild | Manualer | Pedal | Stämmor | Bevarad orgel/fasad | Övrigt |
| ---- | ------------------- | -------- | ---- | -------- | ----- | ------- | ------------------- | ------ |
| 1693 | Ljusnarsbergs kyrka | Västerås |      | 1        |       | 10      |                     | [ 6 ]  |